# Belgrave (Automarke)
Belgrave war eine britische Automarke.

## Unternehmensgeschichte
Das Unternehmen begann 1904 mit der Produktion von Automobilen. Der Markenname lautete Belgrave. Donne & Williams, Importeur für Rochet-Schneider, verkaufte die Fahrzeuge. 1905 endete die Produktion.

## Fahrzeuge
Das einzige bekannte Modell ist der 16/24 HP. Die Karosserieform Doppelphaeton ist überliefert.